# Leiomy Maldonado
Leiomy Maldonado (28 de abril de 1987), conocida como la "Mujer Maravilla del Vogue", es una bailarina, instructora, modelo, activista, y bailarina de vogue afro-puertorriqueña transgénero. Es la fundadora de la House of Amazon y más conocida por su estilo de vogue. Maldonado introdujo un nuevo estilo de voguing, que es más atlético y dramático cuando entró en la escena a principios de la década de los 2000 en Nueva York.
Fue miembro del grupo de baile "Vogue Evolution", que apareció en la cuarta temporada de America's Best Dance Crew. Ha trabajado con artistas como Willow Smith, Icona Pop y CocoRosie.